# Jolanta Hibner

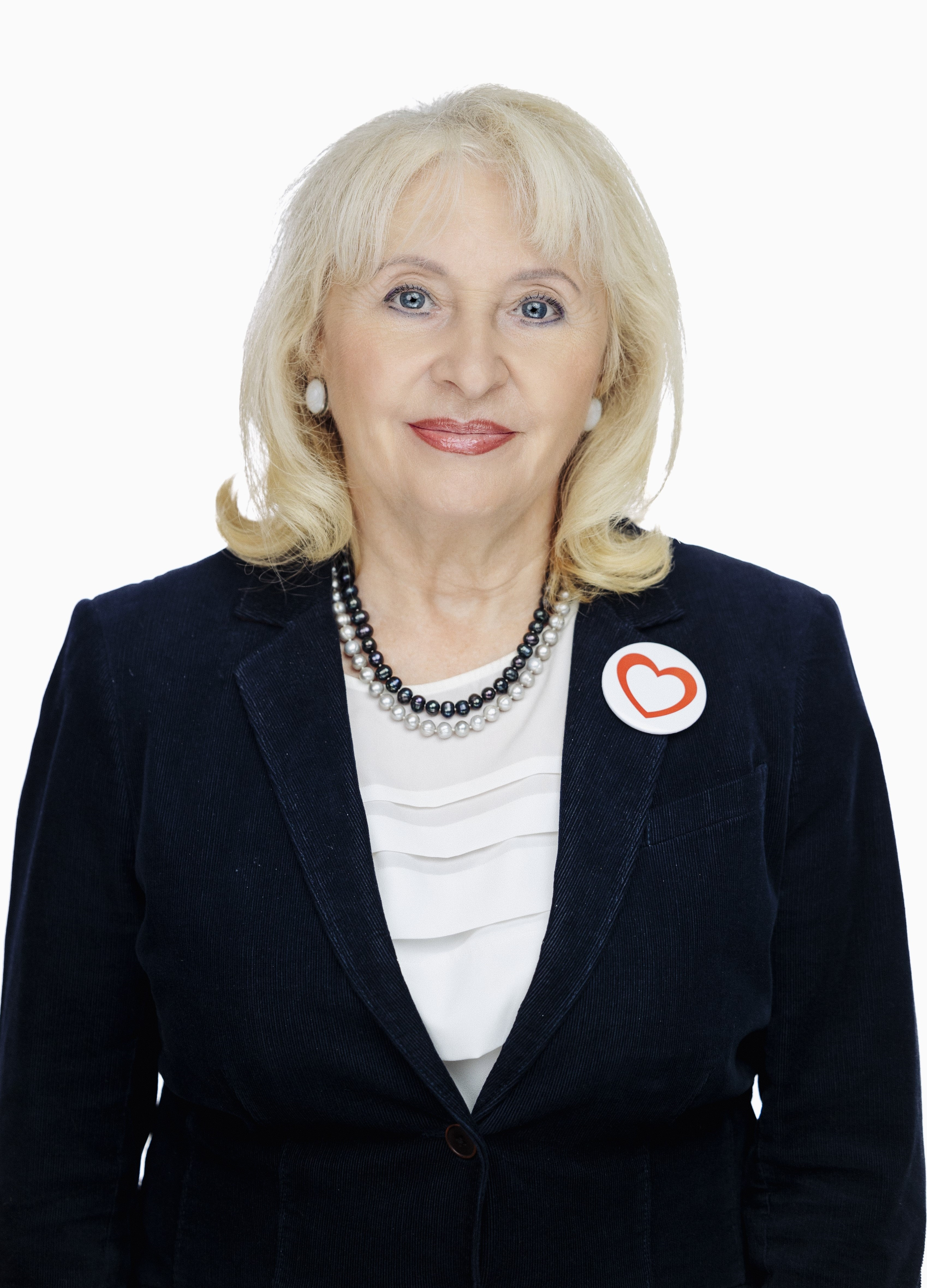
Jolanta Hibner (2023)

Jolanta Emilia Hibner (* 26. Januar 1951 in Ząbki als Jolanta Emilia Drutowska) ist eine polnische Politikerin (SKL, AWS, PO). Sie gehört seit 2019 dem Senat der Republik Polen an. Zuvor war sie von 2005 bis 2009 und von 2015 bis 2019 Mitglied des Sejm in der V., VI. und VIII. Wahlperiode und von 2009 bis 2014 des Europaparlaments.

## Leben und Beruf
Hibner schloss 1974 ihr Studium an der Technischen Universität Warschau ab. Nach erster Berufserfahrung in einem Designbüro arbeitete sie für die Generaldirektion für Wasserbau und Energiepipelines ENERGOPOL in Warschau. Seit 1990 war sie Büroleiterin in Warschau.

## Politik
Bei den Selbstverwaltungswahlen 1994 und 1998 wurde sie jeweils für die Stronnictwo Konserwatywno-Ludowe (1998 auf der Liste des Wahlbündnisses Akcja Wyborcza Solidarność) in den Stadtrat von Warschau gewählt. 2001 trat sie der Platforma Obywatelska (PO) bei.
Seit der Parlamentswahl 2005 war sie Abgeordnete der PO im Sejm. Sie wurde mit 3.512 Stimmen im Wahlkreis 19 (Warschau I) gewählt. Bei der Parlamentswahl 2007 wurde sie wiedergewählt. Bei der Europawahl 2009 wurde sie in das Europäische Parlament gewählt. Damit endete am 10. Juni 2009 ihre Mitgliedschaft im Sejm. Bei der Europawahl 2014 trat sie nicht erneut an. Stattdessen wurde sie 2015 wieder in dem Sejm gewählt. Bei der Europawahl 2019 bemühte sie sich erfolglos um die Rückkehr in das Europaparlament. In der Folge wurde sie 2019 und 2023 in den Senat der Republik Polen gewählt.